# Звейниеки
Звейниеки (латыш. Zvejnieki) — археологический памятник каменного века (мезолит и неолит), могильник с более чем 400 захоронениями и сопутствующим погребальным инвентарём. Расположен вдоль друмлина на северном берегу озера Буртниекс в северной Латвии.
Известен археологам с XIX века. До обнаружения человеческого черепа в 1964 году место использовалось в основном для добычи гравия. Впервые исследован археологически в ходе раскопок под руководством Франсиса Загорскиса в период с 1964 по 1978 год. Археологи подсчитали, что изначально на этом месте было более 400 захоронений.
На кладбище зарегистрировано 330 захоронений, примерно равное количество мужчин и женщин. Около трети захоронений — детские. Основными погребальными инвентарями являются подвески из зубов животных, которые встречаются как в могилах взрослых, так и в детских. Меньшее количество мужских и женских могил содержат охотничье и рыболовное снаряжение, включая гарпуны, копья, наконечники стрел и рыболовные крючки. Самые ранние захоронения датируются средним мезолитом, 8-м тысячелетием до н. э., но они продолжаются на протяжении всего каменного века, охватывая по меньшей мере четыре тысячелетия.
Недалеко от могильника обнаружены остатки двух поселений: Звейниеки I (неолит) и Звейниеки II (мезолит).

## Палеогенетика

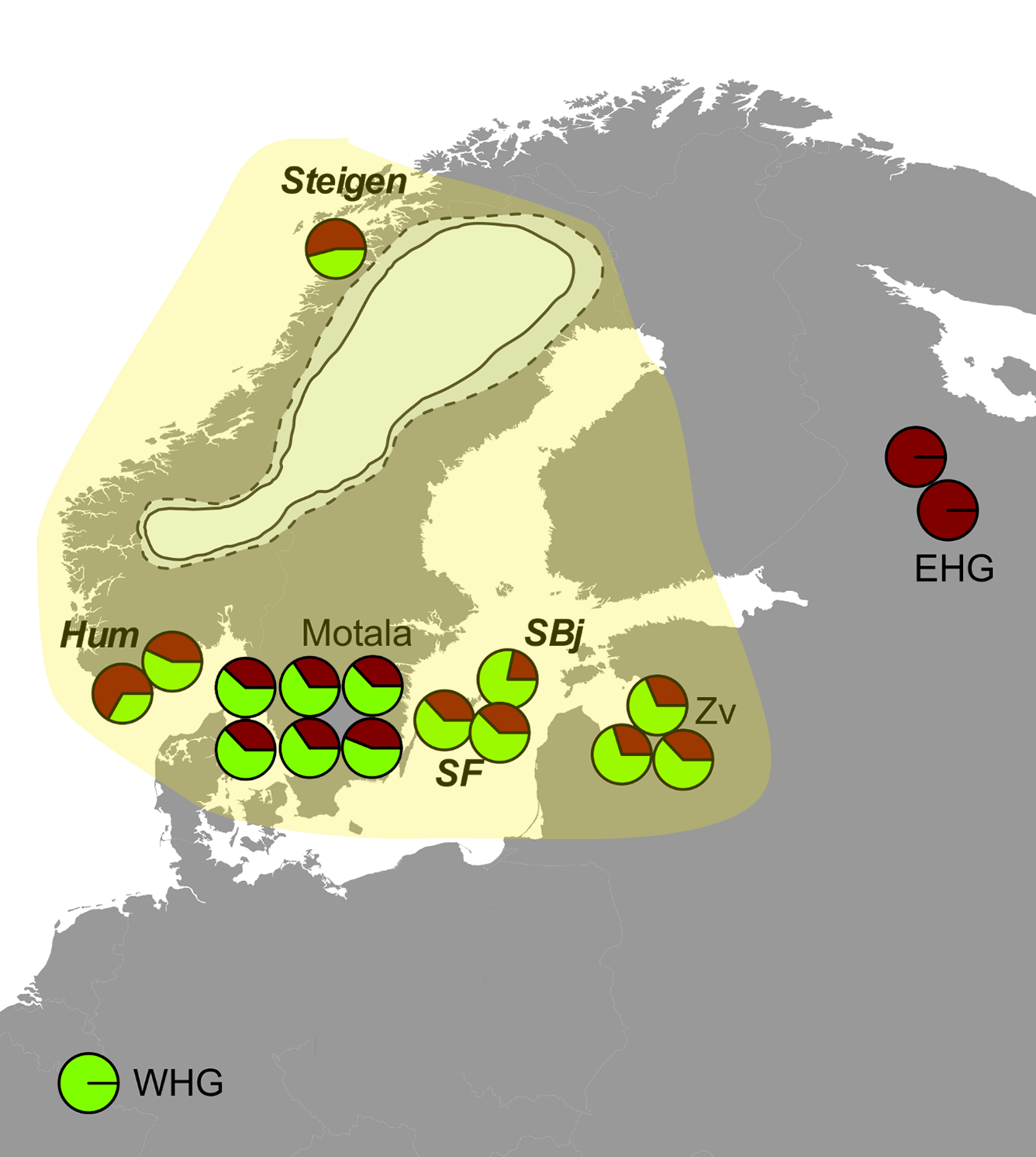
Генетические образцы из мезолитической Европы с пропорциями смешения западных и восточноевропейских охотников-собирателей. Zv — Звейниеки.

В 2017 году исследователи успешно извлекли древнюю ДНК из окаменевшей кости шести взрослых людей, похороненных в Звейниеки. Анализ ДНК показал, что захоронение 121, которое ранее считалось женским, на самом деле было мужским, а захоронения 221 и 137, которые ранее считались мужскими, на самом деле были женскими.
Анализ ДНК показывает, что люди из Звейниеки, по-видимому, сохраняли генетическую преемственность от мезолита до неолита и, вероятно, перенимали неолитические практики посредством культурной диффузии, поскольку популяции показали отсутствие генетического родства с анатолийскими земледельцами, которые массово мигрировали в Европу во время неолита. Однако поздний неолитический индивид из Звейниеки (захоронение 137), по-видимому, демонстрирует некоторое генетическое родство с охотниками-собирателями Кавказа, гены которых могли быть занесены в Прибалтику миграциями степного населения, с которыми связывают распространение индоевропейских языков.
| № погребения | Период  | Культура                    | Дата                  | Пол | mtDNA | Y-DNA         | Источник          |
| ------------ | ------- | --------------------------- | --------------------- | --- | ----- | ------------- | ----------------- |
| 313          | Мезолит | Кундская культура           | 8,417-8,199 лет назад | ♀   | U5a1c | NA            | Jones et al, 2017 |
| 93           | Мезолит | Нарвская культура           | 7,791-7,586 лет назад | ♂   | U2e1  | R1b1a1a-P297* | Jones et al, 2017 |
| 121          | Мезолит |                             | 7,252-6,802 лет назад | ♂   | U5a2d | R1b1b         | Jones et al, 2017 |
| 124          | Неолит  |                             | 6,201-5,926 лет назад | ♂   | U4a1  |               | Jones et al, 2017 |
| 221          | Неолит  | Ямочно-гребенчатой керамики | 6,179-5,750 лет назад | ♀   | U4    | NA            | Jones et al, 2017 |
| 137          | Неолит  | Шнуровой керамики           | 5,039-4,626 лет назад | ♀   | U5a1  | NA            | Jones et al, 2017 |